# Cantó de Gèuna
El cantó de Gèuna és un cantó francès del departament de les Landes, situat al districte de Mont de Marsan. Té 17 municipis i el cap és Gèuna.

## Municipis
- Arbocava
- Vaths
- Castèthnau de Tursan
- Cledas
- Gèuna
- La Cau Junta
- Lauret
- Maurias
- Miramont e Sensac
- Peiròs-Casauteths
- Pecorada
- Hilhondé
- Pimbo
- Pujòu-Casalet
- Samadèth
- Sorbets
- Urgons

## Història
| Data d'elecció                           | Identitat        | Partit           | Qualitat |
| ---------------------------------------- | ---------------- | ---------------- | -------- |
| 1979-2004                                | Jean Sarramagnan | RPR, després UMP |          |
| 2004-                                    | Gilles Couture   | PS               |          |
| les dades anteriors no són pas conegudes |                  |                  |          |
|                                          |                  |                  |          |

## Demografia
| 1962  | 1968  | 1975  | 1982  | 1990  | 1999  | 2006  |
| ----- | ----- | ----- | ----- | ----- | ----- | ----- |
| 4.475 | 4.812 | 4.549 | 4.391 | 4.339 | 4.214 | 4.354 |